# Goerodes toyotamaensis
Goerodes toyotamaensis är en nattsländeart som först beskrevs av Kobayashi 1985.  Goerodes toyotamaensis ingår i släktet Goerodes och familjen kantrörsnattsländor. Inga underarter finns listade i Catalogue of Life.